# Szász–Coburg–Gothai Hercegség
A Szász–Coburg–Gothai Hercegség (németül: Herzogtum Sachsen-Coburg-Gotha) német államalakulat volt a mai Bajorország és Türingia területén. Az állam két szász hercegség perszonálunióban történő egyesüléseként jött létre 1826-ban, majd a német egység megvalósulása után a Német Birodalom tagállama lett. Az államalkotó hercegségek megőrizték önállóságukat és függetlenségüket, olyannyira, hogy az 1918-as forradalmat követően ismét elkülönültek, később beolvadtak a bajor, illetve a türingiai tartományokba.

## Fekvése, határai
Szász–Coburg–Gotha a mai Németország középső részén, Türingia és Bajorország területén helyezkedett el. Coburg hercegsége a Szász–Meiningeni Hercegség és a bajor Obermainkreis járás között feküdt. Gotha hercegségét északról a porosz Erfurt kormányzati kerület, keletről a Schwarzburg–Sondershauseni Fejedelemség és a szász–weimar–eisenachi Ilmenau exklávé, délről a porosz Suhl kerület, nyugatról pedig a hessen–kasseli Schmalkalden exklávé, Szász–Meiningen és a Szász–Weimar–Eisenachi Nagyhercegség határolta. Gotha több enklávét is magába foglalt: a porosz Wanderslebent, a schwarzburg–sondershauseni Geschwendát és Dörrberget, továbbá a szász–weimar–eisenachi Seebachot.
A hercegséghez 1826–1834 között tartozó Lichtenbergi Fejedelemség a mai Németország délnyugati részén feküdt. A fejedelemséget a Birkenfeldi Fejedelemség, a hessen–homburgi Meisenheim uradalom, a bajor Rheinkreis (Pfalz) és a porosz  Trier kormányzati kerület ölelte körbe.

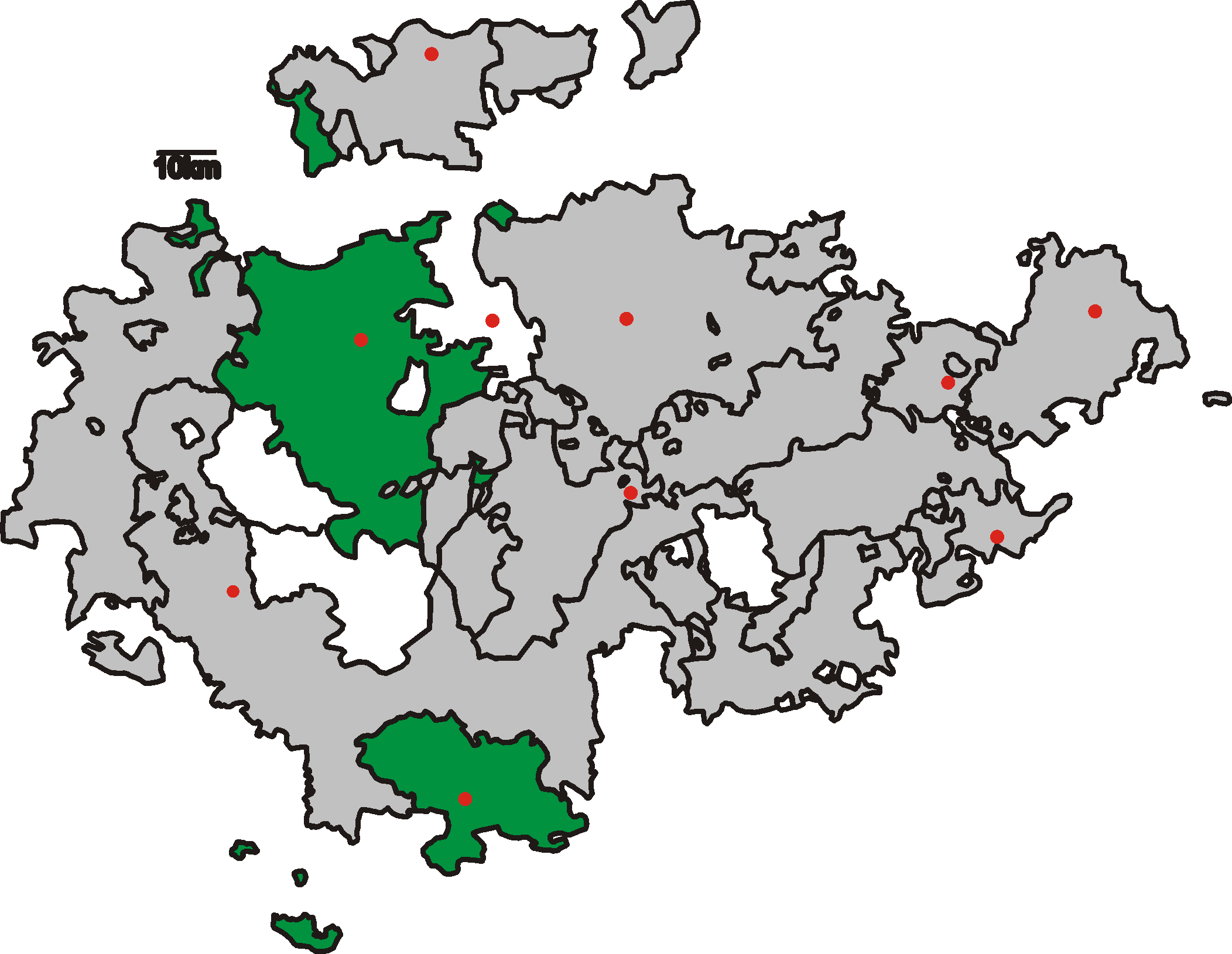
A Szász–Coburg–Gothai Hercegség (zöld) és a szász államok (szürke)

## Természetföldrajz
Szász–Coburg terült el délebbre, a türingiai erdő lábánál, s ebből kifolyólag az ország közel negyedét erdő borította. Domborzati térképét jórészt hullámzó dombok és völgyek rajzolták meg. Legmagasabb pontja az 523 méter magas Senichshöhe bei Mirsdorf volt. Az Itz, Biberbach, Steinach, Baunach és Nassach folyók szelték át az országot, ezek a Majnába torkollottak. Fechheimben és Grub am Forstban gyógyforrások fakadtak.
Szász–Gotha, az északi államrész nagy részét a türingiai erdő tette ki – az ország körülbelül 30%-a volt erdőség. Legmagasabb pontjai a Beerberg (983m), a Schneekopf (978m) és az Inselsberg (915m); a hercegség északi felén termékeny termőtalaj volt található. Az Ilm, Unstrut, Gera és Ohra folyókat a Saale gyűjtötte magába; a Werra vízgyűjtő területéhez tartozott a Hasel és a Schwarza, a Schmalkalde és a Hörsel.
Az ország a mérsékelt övben helyezkedett el, éghajlata kontinentális. A hegyesebb vidéken fekvő Gotha évi középhősmérséklete +7,4 °C, a hegyek déli lejtőin elterülő Coburgé valamivel magasabb, +7,9 °C volt.

## Történelem
Szász–Coburg–Gotha két elődállama, Szász–Coburg–Saalfeld és Szász–Gotha–Altenburg eredetileg önálló szász hercegségek voltak, melyeket a Wettin-ház Ernő-ága (Ernestiner) uralt. Mikor a szász–gotha–altenburgi uralkodócsalád férfiágon kihalt, II. Frigyes Ágost szász király 1826. november 12-én felosztotta a birtokokat a család többi ága – a meiningeni, a saalfeldi és a hildburghauseni – között. III. Ernő szász–coburg–saalfeldi herceg szász–altenburgi családból származó felesége révén joggal követelte magának a gotha–altenburgi területeket, s a herceg pozícióját erősítette az a tény is, hogy a bécsi kongresszuson a napóleoni háborúkban való részvételéért jelentős területeket kapott. A családon belüli egyezkedés eredményeként a herceg végül azért cserébe kaphatta meg a gothai örökséget, hogy lemondott a saalfeldi részről a meiningeni ág javára. Az így kialakult két hercegség – Szász–Coburg és Szász–Gotha – rövid ideig kiegészült még a Lichtenbergi Fejedelemséggel is, amelyet az uralkodó a bécsi kongresszuson szerzett meg, ám 1834-ben eladta a terjeszkedni vágyó poroszoknak.

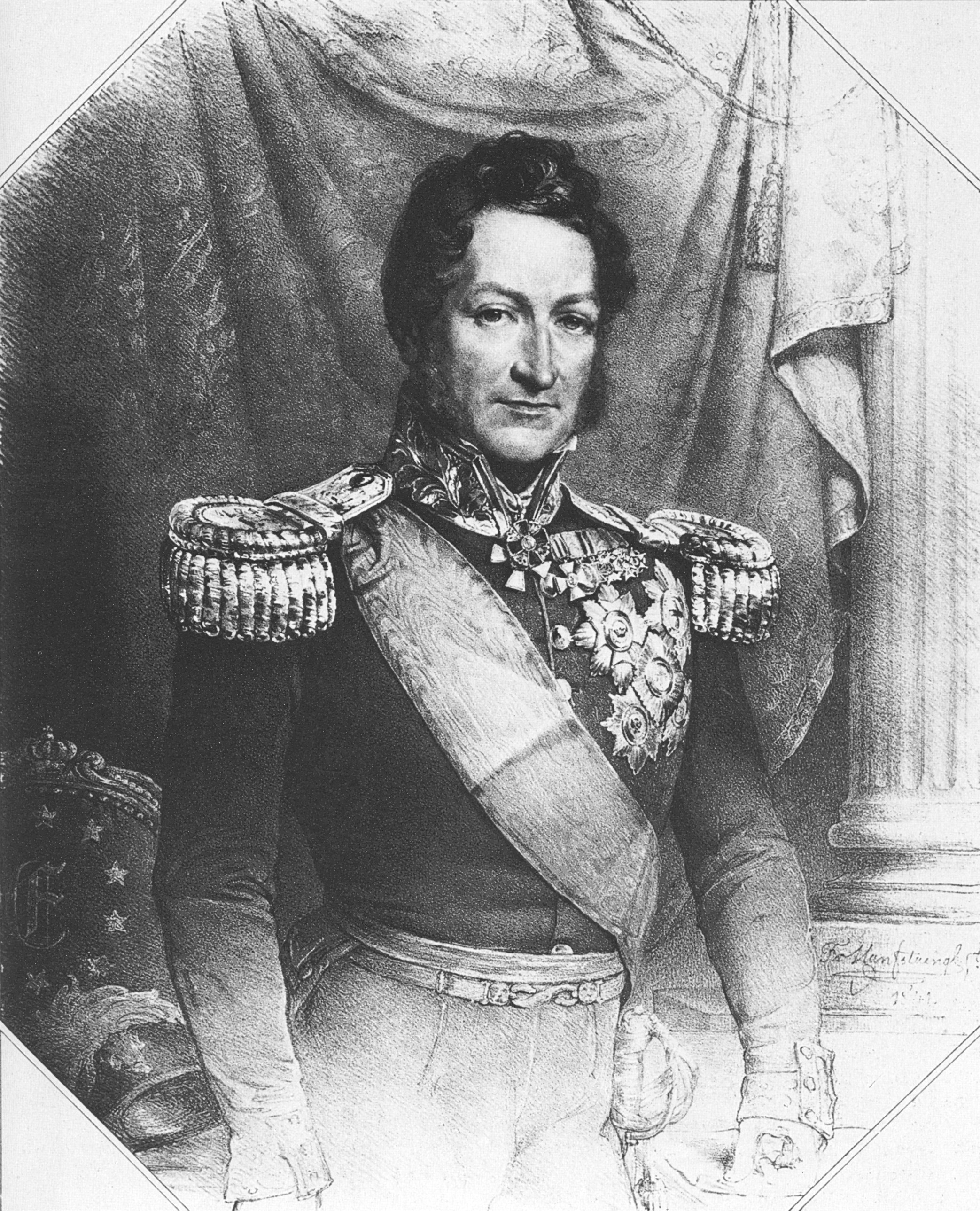
I. Ernő, az első uralkodó

1828-ban közigazgatási reformokra került sor, a hercegség felosztását teljesen újjászervezték. 1834-ben az állam csatlakozott az akkor megalakuló német Német Vámunióhoz (Zollverein). A hercegi koronauradalmakkal kapcsolatos vitákat lecsendesítő rendeletek, az új választási törvény és egyéb reformok a liberális politika és szemléletmód irányába terelgették az országot, ezért az 1848-as forradalmi hullám elkerülte a hercegséget, különösen miután az uralkodó önként engedett teret a liberális változásoknak. A későbbi kormányzatok is ezt a politikai irányvonalat követték; ez többek között az 1852. május 3-án életbe lépő alkotmány kapcsán nyilvánult meg. A gothai és a coburgi hercegséget szervesen összekapcsoló, reálunióra léptető alaptörvény jelentős részét a frankfurti parlamenttől kölcsönözte az alapvető jogok tekintetében. Az 1862-ben a poroszokkal kötött katonai egyezmény értelmében a hercegség csapatokat bocsátott a poroszok rendelkezésére az osztrákok elleni háborúban. A hercegség a továbbiakban 1867-től tagja volt az Északnémet Szövetségnek, mely az egységes német állam létrehozásában játszott fontos szerepet.
Az első világháborút követő forradalmak során a gothai munkástanács 1918. november 13-án megfosztotta hatalmától az uralkodó herceget, s ezzel együtt lemondatták trónjáról. A két hercegség, melyeket lényegében a közös uralkodó herceg személye kötött össze, rövid időre két önálló állammá vált: a szász–coburgi, illetve a szász–gothai szabadállammá. Az 1919. november 30-án megtartott népszavazás után a coburgi rész 1920. július 1-jén egybeolvadt Bajorországgal, a gothai rész pedig ugyanezen év május 1-jén a környező kisebb államokkal együtt alakított Türingiához kapcsoltatott.

### Uralkodók
- I. Ernő (1826–1844)
- II. Ernő (1844–1893)
- Alfréd (1893–1900)
- Ernő hohenlohe–langenburgi herceg(wd) (1900–1905), régens
- Károly Eduárd (1900–1918)

## Államszervezet és közigazgatás
Szász–Gotha és Szász–Coburg hercegségeit kizárólag a közös uralkodó személye kötötte össze, jogilag és közigazgatásilag önállóak maradtak, ennek ellenére az egyesült Németország szövetségi tanácsában egyetlen közös szavazattal rendelkeztek. Az 1852-es alkotmány alapján, melyet az államalakulat második uralkodója adott ki, a hercegségek reálunióban egyesültek, szemben a korábbi perszonálunióval. A teljes egybeolvasztásra ellenben még ekkor sem került sor, s később sem sikerült: 1867-ben a gothai országgyűlés elutasította azt, mivel nem akarta átvállalni a coburgi rész magas államadósságát. 1872-ben az egyesülés kérdését összekapcsolták a birodalomhoz való csatlakozással.

### Államforma és utódlás
Az 1852. május 3-án kiadott alkotmány értelmében Szász–Coburg–Gotha államformája alkotmányos monarchia lett, melynek élén az uralkodó herceg áll. Az alkotmány a Német Vámunió, az Északnémet Szövetség és a Német Császárság alapokirataival kiegészülve határozta meg az állam felépítését és életét. A mindenkori herceg államfőként gyakorolta a hatalmat.
Az utódlás rendjét az uralkodócsalád házi törvénye szabta meg, melyet 1855. március 1-jére datáltak. A korona a hercegi család fiágán belül öröklődött a primogenitúra elve alapján, a trónöröklési sorrendnek megfelelően – fontos kitétel volt ugyanekkor, hogy az uralkodónak evangélikusnak kellett lennie. Az uralkodó nagykorúságától, azaz huszonegy éves korától kezdve gyakorolhatta uralkodói jogkörét.
II. Ernő szász–coburg–gothai herceg 1893-ban fiúutód nélkül halt meg, így a koronának az öröklési rend szerint édesapja legidősebb öccsének leszármazottjaira kellett volna szállnia. A nagybácsi, Albert szász–coburg–gothai herceg azonban Viktória brit királynő férje volt, elsőszülött fia pedig értelemszerűen az Egyesült Királyság trónörököse – a hercegségek alkotmánya viszont kifejezetten tiltotta, hogy a brit trón várományosai örököljék a trónt, amíg megfelelő férfiörököst sikerül felkutatni. Ezért Eduárd walesi herceg és brit trónörökös lemondott a hercegi címről öccse, Alfréd edinburgh-i herceg javára. I. Alfréd egyetlen fia öngyilkosságot követett el 1899-ben, így egy évvel később a szász–coburg–gothai herceg fiúörökös híján hunyt el. A trónöröklési sorrend szerint a korona a néhai herceg unokaöccsére, Albany hercegére szállt, miután I. Alfréd még élő fivérei lemondtak trónigényükről. A kiskorú Károly Eduárd herceg helyett a hohenlohe–langenburgi trónörökös herceg kormányozta az országot régensként, míg az uralkodó nagykorúvá nem vált. Károly Eduárd a brit királyi családhoz kötődő címeit továbbra is megtartotta, mivel azonban az első világháborúban a brit rokonsággal ellentétes oldalon harcolt, megfosztották brit címeitől.

### Törvényhozás és végrehajtás
Az 1826-os alaptörvények  szerint Szász–Coburg–Gotha minden polgára egyenlő a törvény előtt, személyében szabad. A három rendet ekkor a nemesség, a városlakó polgárok és az egyszerű falusiak alkották. A rendi gyűlést az egyes rendek küldöttei képezték, s hatévenként hívták össze. A rendi gyűlést az 1852-es alkotmány szüntette meg. Ekkortól a Szász–Coburg–Gothát alkotó két államnak saját parlamentje volt – a coburgi 11, a gothai 17 fős; ezek alkották a közös államügyek megvitatásakor összehívott közös parlamentet is. A közös országgyűlést, mely felváltva ülésezett a két fővárosban, 1874-ben vezették be az adminisztrációs kiadások csökkentése céljából, melynek keretében igyekeztek összevonni a két hercegség kormányzatát. Teljes egyesülésre azonban sosem került sor. Választásokat négyévente tartottak, közvetett módon. Választópolgár és elektor lehetett minden büntetlen előéletű, 24 életévét betöltött, adófizető férfi állampolgár. Képviselői mandátumért a harmincadik életévüket betöltöttek indulhattak. A parlamentek elnökét mindkét hercegségben a képviselők választották maguk közül. A Német Birodalom törvénykezésébe az ország képviselők révén kapcsolódhatott be: a Bundesratban egy szavazattal rendelkezett, míg a Reichstagba két képviselőt delegált. A berlini Bundesratba csak 1913-tól kezdve küldött saját képviselőket – akárcsak a legtöbb türingiai állam, melyek korábban a Szász–Weimar–Eisenachi Nagyhercegségen keresztül képviseltették magukat.
A hercegségnek nem voltak nagykövetei, azonban kereskedelmi konzulokat delegált Belgiumba, Brazíliába, Chilébe, Ecuadorba, az Egyesült Királyságba, Franciaországba, Kubába, Mexikóba, Olaszországba, Oroszországba, az Oszmán Birodalomba, az Osztrák–Magyar Monarchiába, Peruba, Portugáliába, Poroszországba, Spanyolországba és Svájcba.
A legfőbb kormányszervnek elméletileg a Gotha székhelyű államminisztérium minősült, azonban a valóságban ehelyett a tényleges hatalmat két, jóformán független alrészlege gyakorolta Gothában, illetve Coburgban. Az államminiszter a gothai részlegnek adott utasításokat, ide tartozott a gazdasági és kereskedelmi politika, továbbá az igazságszolgáltatás; és szintén a gothai részleg felügyelte a birodalmi rendeletek végrehajtását. Az államminiszternek nem volt beleszólása a coburgi belügyekbe, úgymint az önkormányzatok és a rendőrség irányításába, az oktatásba és a valláspolitikába, a pénzügyekbe és a vagyonkezelésbe.

#### Államminiszterek
| Név                                              | Hivatali idő kezdete | Hivatali idő vége  |
| ------------------------------------------------ | -------------------- | ------------------ |
| Christoph Anton Ferdinand Freiherr von Carlowitz | 1826                 | 1840. január 21.   |
| Dietrich Carl August Freiherr von Stein          | 1840. január 21.     | 1840. október 15.  |
| Georg Ferdinand Freiherr von Lepel               | 1840. október 15.    | 1846. február 28.  |
| Dietrich Carl August Freiherr von Stein          | 1846. február 28.    | 1849. december 1.  |
| Camillo Richard von Seebach                      | 1849. december 1.    | 1888. március 27.  |
| Gisbert Gustav Bogislaw Karl von Bonin-Brettin   | 1888. március 27.    | 1891. november 14. |
| Carl Friedrich von Strenge                       | 1891. november 14.   | 1900. november 1.  |
| Otto Philipp Hentig                              | 1900. november 1.    | 1905. május 19.    |
| Ernst Friedrich Hermann von Richter              | 1905. május 19.      | 1914. május 5.     |
| Hans Barthold von Bassewitz                      | 1914. május 5.       | 1919. május 1.     |

### Igazságszolgáltatás
Akárcsak az államigazgatás és a közigazgatás tekintetében, Szász–Coburg és Szász–Gotha az igazságszolgáltatás területén is elkülönültek. 1826-ban a hercegség létrejötte után a coburgi részen épült ki először az igazságszolgáltatási rendszer. A hercegségben alsófokú bíróságok működtek Coburg, Königsberg, Neustadt, Rodach és Sonnenfeld városokban. 1879-ben a coburgi–porosz–meiningeni megegyezés eredményeként a coburgi hercegség alsófokú bíróságai a Meiningenben felállított tartományi törvényszék alá kerültek.
A gothai hercegség 1830-tól kezdve saját törvényszéki körzetet alkotott, melynek székhelye Gothában volt, további kilenc alsófokú bírósága pedig Georgenthal, Gotha, Ichtershausen, Liebenstein, Tenneberg, Tonna mit Sitz in Gräfentonna, Volkenroda, Zella, illetve 1838-tól Tahl településeken. 1848-ban a hohenlohe–langenburgi grófok ohrdrufi kancelláriáját igazságügyi hivatallá szervezték át, és a gothai igazságszolgáltatáshoz csatolták.
Mind a gothai, mind a coburgi országrészek – a többi türingiai állammal és a porosz Schleusingen, Schmalkalden és Ziegenrück kerületekkel egyetemben – a Jénában székelő közös tartományi legfelsőbb bíróság alá tartoztak. A legmagasabb fellebbviteli fok a birodalmi Legfelsőbb Bíróság volt.
Az államigazgatás és az igazságszolgáltatás szétválasztására 1858-ban került sor; a liberalizációs folyamatok és a hatalmi ágak szétválasztásának szellemében. Egészen addig a bíróságok nem csupán peres ügyekben hoztak ítéleteket, de egyben közigazgatási hatóságokként is funkcionáltak. Ekkor egyben egy új büntetőtörvénykönyvet és bírósági rendszert is életbe léptettek.

### Védelmi rendszer
A napóleoni háborúk és a német egység létrejötte között valamennyi német fejedelemség rendelkezett önálló haderővel, hogy katonai konfliktus esetén azt a Német Szövetség rendelkezésére és megsegítésére bocsáthassa. Egy 1862-ben kötött megállapodás értelmében a szász–coburg–gothai hadsereg a porosz csapatokkal működött együtt az osztrákok elleni háborúban. A háború után alakult Északnémet Szövetség tagállamai közösen tartották fenn a Szövetségi Hadsereget és a Szövetségi Haditengerészetet. Az egyes tagállamok seregei a közös had részei lettek, míg a Szövetségi Hadsereg irányítása gyakorlatilag a porosz kezében volt, ők ellenőrizték a kiképzést, az ellátmányozást és a szabályokat is. A Német Császárság megszületésekor a Szövetségi Hadsereg képezte a Német Császári Hadsereg alapját; ebben a bajor, a württembergi és a szász királyi hadak bizonyos fokú autonómiával bírtak, míg az egyéb államok egységei fölötti porosz fölény szinte teljhatalmi mértékű volt.
A szász–coburg–gothai haderő a császári erők III. Hadsereg-felügyelete alá tartozó XI. Hadtest utánpótlását képezte. A hercegség mindkét fővárosa helyőrségi város is volt egyben. 1905-től kezdve a két részhercegség serege a meiningenivel együtt a VI. Türingiai Gyalogezred N.95-öt alkotta, mely a XI. Hadtest 22. Hadosztályához tartozott. Gotha városa az 1., Hildburghausen a 2., Coburg városa a 3. zászlóalj helyőrségeként szolgált.

### Közigazgatási beosztás
Szász–Coburg–Gotha közigazgatási beosztását, akárcsak az államszervezet szinte egészét alapvetően meghatározta az, hogy az ország két külön hercegség összekapcsolásával keletkezett. Coburg és Gotha hercegségében ugyanakkor közös volt, hogy egy zárt fő rész és számos exklávé alkotta őket: Coburg exklávéi bajor, Gotháéi elsősorban porosz területen feküdtek. A gothai határon található Ruhla városának egy része átnyúlott a Szász–Weimar–Eisenachi Nagyhercegséggel közös határon, így azon része szász–weimar–eisenachi fennhatóság alatt állt. Coburgban az összes település egyetlen tartományi járásfőnöki hivatal (Landratsamt) alá tartozott, míg Gothában három hivatal között osztották szét a városokat és falvakat. A városokat önálló közigazgatási egységnek tekintették, ám ezeket is besorolták a tartományi járásfőnöki hivatalok alá.
A hercegségnek két, egymással egyenrangú fővárosa volt: Coburg és Gotha. Amellett, hogy ezek voltak az államrészek legnépesebb települései, itt székeltek a kormányszervek is. Az uralkodó és családja számára mindkét fővárosban fenntartottak egy rezidenciát – Gothában a Friedenstein-kastélyt, Coburgban az Ehrenburg-palotát –; ezeket a hercegi család felváltva használta, egyforma időt töltve mindkét államrészben. A hercegi család szolgálatára állt továbbá a gothai Reinhardsbrunn várkastély, illetve a coburgi Rosenau és Callenberg kastélyok mint nyaralók.
Lichtenberg fejedelemség területe, mely alig egy évtizedig tartozott a hercegséghez, 1820-ban 508 km² volt. A fejedelemség fővárosa St. Wendel volt, ezen kívül egyetlen jelentősebb települése volt, Baumholder.

#### Szász–Coburg
- Terület: 562,3 km²
- Városok: Coburg, Königsberg in Franken, Neustadt bei Coburg, Rodach
- Tartományi járásfőnökség: Coburg (142 település)
- Exklávék: Königsberg, Altershausen, Dörflis, Hellingen, Köslau, Kottenbrunn, Erlsdorf, Nassach

#### Szász–Gotha
- Terület: 1415,13 km²
- Városok: Gotha, Ohrdruf, Waltershausen
- Tartományi járásfőnökségek: Gotha (63 település), Ohrdruf (34 település), Waltershausen (57 település)
- Exklávék: 
  - Volkenroda, Körner, Klein-Keula, Menteroda, Hohenbergen, Pöthen, Obermehler
  - Nazza, Ebenshausen, Frankenroda, Hallungen
  - Neukirchen, Lauterbach
  - Werningshausen
  - Neuroda, Trassdorf, Kettmannshausen

## Népesség
A Szász–Coburg–Gothát alkotó két hercegség közül a gothai volt a nagyobb alapterületű, lélekszáma is nagyobb volt a coburgi résznél. Az 1834-es hivatalos népszámlálás szerint a hercegség lakossága Lichtenberg nélkül 133 875 fő volt. 1858-ig 15%-os népességnövekedés mellett a lélekszám 153 879 főre emelkedett. Szűk ötven év eltelte alatt, 58%-os népességnövekedési mutatóval, a lakosságszám 1905-re meghaladta a 242 000 főt. 1905-ben a népsűrűség az egész országot tekintve 122,4 fő/km² volt. A városi lakosság aránya 1858-ban 34% volt; a fővárosok lakossága 1905-ig közel megkétszereződött. A népesség a második ipari forradalom hatásaként megugrott természetes szaporulat miatt folyamatosan növekedett mindkét hercegségben. A lakosság száma az alábbiak szerint alakult:
|                                      | 1826     | 1834     | 1849    | 1865    | 1871    | 1880    | 1885    | 1900    | 1905    | 1910    |
| ------------------------------------ | -------- | -------- | ------- | ------- | ------- | ------- | ------- | ------- | ------- | ------- |
| Szász–Coburg                         | 37 806¹  | 40 543   | 44 749  | 47 014  |         |         | 57 383  | 66 814  |         | 74 818  |
| Szász–Gotha                          | 84 600¹  | 93 332   | 105 005 | 112 417 |         |         | 141 446 | 162 736 |         | 182 359 |
| Lichtenberg                          | 30 443   | 35 256   | —       | —       | —       | —       | —       | —       | —       | —       |
| Összesen                             | 165 000¹ | 133 875² | 149 754 | 159 431 | 174 339 | 194 716 | 198 829 | 229 550 | 242 292 | 257 177 |
| ¹ becsült adat; ² Lichtenberg nélkül |          |          |         |         |         |         |         |         |         |         |

Etnikai megoszlás tekintetében Szász–Gotha lakossága a türing, Szász–Coburg lakossága a frank népcsoporthoz tartozott.

### Népesebb városok
Szász–Coburg–Gotha két legnépesebb városa, egyben az ország két fővárosa, Gotha és Coburg voltak. Az 1910-es adatok tanúsága szerint a hercegségben hét olyan város volt, melynek lakosai száma meghaladta az 5000 főt. Gotha területén több olyan település volt található, amik ezres lélekszámmal bírtak. Coburgban ezzel szemben inkább a néhány száz lakost számláló falvak és kisvárosok voltak jellemzőek – a negyedik legnépesebb településen, Königsberg in Franken városában például 891 lakost számláltak.
|   | Helység             | Lakónépesség (fő) (1910) |  |
| - | ------------------- | ------------------------ |  |
| 1 | Gotha               | 39 553                   |  |
| 2 | Coburg              | 23 789                   |  |
| 3 | Neustadt bei Coburg | 7977                     |  |
| 4 | Waltershausen       | 7536                     |  |
| 5 | Mehlis              | 6625                     |  |
| 6 | Ohrdruf             | 6504                     |  |
| 7 | Zella-Sankt Blasii  | 5690                     |  |

### Felekezeti megoszlás
Szász–Coburg–Gotha területén a lakosság túlnyomó többsége – 1910-ben például közel 97%-a – az evangélikus egyházhoz tartozott, akárcsak a többi szász területen, ahol is a lutheranizmus komoly történelmi hagyományokkal rendelkezett. A második legnagyobb felekezet a római katolikus volt, amelynek létszáma ezres nagyságrendekben mozgott. Zsidó vallásúak pár százan éltek a hercegségben; s körülbelül ugyanennyien vallottak egyéb keresztény hitet. 1855-ben a katolikusok a lakosság 0,6%-át, a zsidóság az 1,1%-át alkották. A lakosság vallási összetétele az alábbiak szerint alakult:
|                  | 1871    | 1885    | 1890    | 1900    | 1910    |
| ---------------- | ------- | ------- | ------- | ------- | ------- |
| evangélikus      | 172 786 | 195 838 | 202 444 | 225 074 | 250 454 |
| katolikus        | 1263    | 2472    | 2921    | 3330    | 4951    |
| zsidó            | 210     | 519     | 549     | 608     | 783     |
| egyéb keresztény | 76      |         | 565     | 515     |         |

## Gazdaság

### Mezőgazdaság
Szász–Coburg–Gotha alapvetően mezőgazdasági ország volt, mindkét részhercegségben a mezőgazdasági termelés tette ki a nemzeti jövedelem nagyobbik részét – ez az arány Coburg esetében jobban eltolódott a mezőgazdaság irányába, mint Gothában. A növénytermesztés elsősorban búza, zab, rozs, árpa, és burgonya termesztését jelentette, illetve a coburgi országrészben a hazai igényeket kielégítő mennyiségű komló, cukorrépa, len és hüvelyesek is nőttek. A század második felében még a háromnyomásos gazdaság volt a legelterjedtebb. A gyümölcstermesztésnek és a kertészetnek elsősorban a königsbergi környéken volt hagyománya, az itt termesztett szőlőből készült bort csak kis mennyiségben, a zöldségeket viszont nagyobb tételben exportálták külföldre. Kiváló bortermelő vidék volt az Itz folyó völgye, valamint Rodach, Röthen és Lauter környéke. A gothai országrészben is foglalkoztak zöldségtermesztéssel, itt a herbslebeni spárgaültetvény emelkedett ki. Természetföldrajzi adottságai folytán az erdészet a gothai államrészben kapott nagyobb szerepet: a vadászat mellett fakitermelés is folyt, az erdőgazdálkodás alá vont területen 7/10 volt a tűlevelű, 3/10 a lombhullató fák megoszlása. Állattenyésztés vonatkozásában az egész hercegség területén a szarvasmarha volt a legkedveltebb faj – a szarvasmarha-tenyészet központja a coburgi Itzgrund volt –, de Gothában emellett a kecske- és lótenyésztés is virágzott. A két országrész állatállománya a következőképp alakult:
|              | 1883        | 1883   | 1904    |
| Szász–Coburg | Szász–Gotha |        | 1904    |
| ------------ | ----------- | ------ | ------- |
| ló           | 1163        | 7024   | 10 572  |
| szarvasmarha | 24 335      | 33 861 | 63 779  |
| juh          | 12 265      | 60 984 | 34 930  |
| sertés       | 12 761      | 38 788 | 102 849 |
| kecske       | 6222        | 20 793 | 37 006  |

### Ipar és bányászat

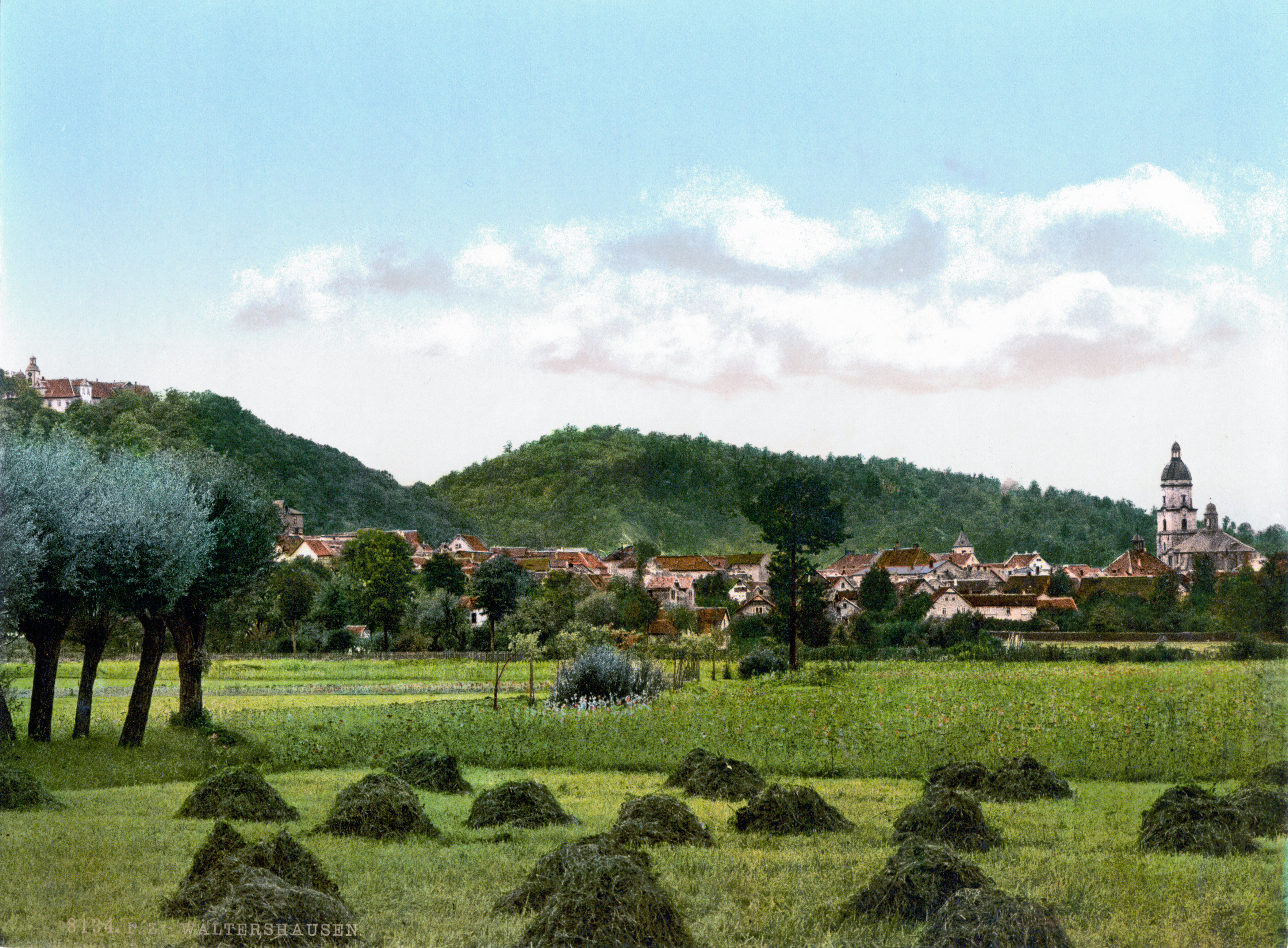
Waltershausen és környéke korabeli képeslapon

1859-ben Szász–Coburg–Gothában a türingiai államok között elsőként vezették be az iparűzés szabadságát. Coburg hercegsége a másik országrésszel ellentétben nem volt ipari jellegű, főként a könnyűipar és a kézműipar volt meghatározó. Főbb kézműipari termékei a rodachi és neustadti játékgyárakból kikerülő, kézzel készített játékok voltak, valamint a Sonnenfeld környékén előállított kosarak és hordók. A textilipart egy gyapjúfonoda és egy mechanikus pamutszövöde képviselte; az agyagot egy agyagtermékeket készítő gyárban és a téglaégetőben dolgozták fel; továbbá léteztek vegyipari termékek, porcelán és kerámia, kocsik és bútorok előállítására szakosodott üzemek is. Ezeknél szerényebb jelentőségű volt a papírgyártás. A bőrtermékekkel foglalkozó műhely és a sörfőzde kivitelre is termelt.
Gotha hercegségében már a 18. században működött egy porcelángyár, s ez az iparág végig megőrizte kulcsszerepét az ország gazdaságában. Emellett a legjelentősebb könnyűipari termékeket előállító létesítmények a zehla-mehlisi lőfegyvergyár, az ohrdrufi, waltershauseni és ruhlai játékkészítő üzemek és az ichtershauseni varróeszközgyár voltak – ez utóbbiakban többek között álarcokat, inggombokat, halcsontból készült és színesfém árukat állítottak elő. Hentesüzem számos településen működött, a sörfőzés elsősorban Gothához, Neudietendorfhoz és Gräfentonnához kapcsolódott. Waltershausenben márványt dolgoztak fel, Ruhlában dohánnyal és pipakészítéssel foglalkoztak. Az üveggyártásnak számos ágazata jelen volt az országban: lencsék mellett egyéb üvegeszközöket is készítettek többek között Gehlbergben és Elgersburgban. A hagyományos cipőgyártást és bőrművességet kiszorították a második ipari forradalom vívmányai és modernebb technológiái, ám a kézi fémművesség tradíciója a fémiparban, gép- és szerszámgépgyártásban folytatódott. A tégla- és mészkőégetés, kátránykészítés is virágzott, minthogy ezek keresett termékek voltak a régi Hanza-városokban és Hollandiában. A gothai Kallmeyer és Harjes Németországban elsőként foglalkoztak azzal, hogy nikkelből gyártsanak különféle termékeket. Az 1883-ban alapított Bothmann cég amellett, hogy az első körhintagyár volt német területen, jelentős műszaki – főként járműveket és motorokat érintő – fejlesztésekkel büszkélkedhetett. A fővárosban zárakkal, alkatrészekkel, széfekkel foglalkozó gyár, valamint az ország egyetlen cukorgyára üzemelt. Az acéltermelés mennyisége alig változott valamit 1860 és 1864 között, nem érte el az évi száz tonnát.
Bányászatot csak a gothai országrészben folytattak. Kis mennyiségben termeltek ki kálisót, mangánt, kőszenet és vasércet. Szénből 1871-ben évente 460 tonnát hoztak felszínre; 1872-re ez 748 tonnára emelkedett. A Bufleben község közelében található telített sósvíz-forrásból szerzett só ellátta az egész hercegséget, emellett kivitelre is jutott belőle.

### Pénzrendszer
A pénzügyek mindvégig elkülönülten, teljes egészében a két herceg saját kezelésében maradtak – a jénai egyetem fenntartásához például kizárólag a gothai államrész járult hozzá. Szász–Coburg–Gotha közös ügyeinek fedezéséről közös költségvetés gondoskodott, a kvóta 7:3 arányban oszlott meg Gotha és Coburg között. Coburg városában 1856. május 19-én hozták létre az első hitelintézetet, melyet később egy megtakarítási intézet, majd egy városi takarékpénztár követett; a coburgi hercegségben emellett négy további pénzintézet állt a lakosság rendelkezésére. Gothában az első biztosítási intézet 1821-ben jött létre a tűzesetek biztosítására, ezt 1827-ben kiegészítette egy életbiztosításokkal foglalkozó, mely egyike a legrégebbieknek e területen. Később hitelintézetet, kereskedelmi bankot és takarékpénztárat is alapítottak az országban.
1838-ig Szász–Coburg–Gotha hercegsége az egységes pénzlábrendszernek megfelelően veretett érméket. 1837-ben a coburgi országrész a délnémet 24 1/2 forintlábra állt át, 1857-től pedig a bécsi rendszer volt érvényben. A pénzérméket – tallért, dukátot, krajcárt, garast és pfenniget – 1826–1828 között Saalfeldben, 1828–1838 között Gothában, továbbá 1826–27 és 1841–1872 folyamán Drezdában verték mindkét államrész számára. Szász–Coburg–Gotha két hercegsége csak 1875-ben, az egész birodalomra érvényes egységes márka bevezetésekor tért át a közös valuta használatára.
|              | 1875 előtt                          | 1875 után             |  |
| ------------ | ----------------------------------- | --------------------- |  |
| Szász–Coburg | 1 forint = 60 krajcár = 240 pfennig | 1 márka = 100 pfennig |  |
| Szász–Gotha  | 1 tallér = 30 garas = 300 pfennig   | 1 márka = 100 pfennig |  |

### Kereskedelem
Az ország természeti adottságaiból következően a külkereskedelem kiviteli cikkei a fa, só, porcelán, vas-és bőrdíszműves termékek, valamint a sör voltak. A gothai Auerbach Húsgyár kiváló színvonaláról volt ismert 1871–1914 között, valóságos márkanévvé vált, és mint ilyen világszerte exportált húsárut és kolbászt.
A behozatal nagy részét élelmiszerek, gyapot, olaj, színezékanyagok, dohány és fonal tette ki.
1828-ban Szász–Coburg–Gotha a Közép-német Kereskedelmi Unió tagja lett. Minthogy az államnak számos exklávéja volt, ezen területeken a földrajzi elhelyezkedésüktől függően különböző vámrendszerek voltak életben: így például Volkenroda 1829-től, Lichtenberg 1830-tól a porosz vámrendszerhez és a Porosz–Hesseni Vámunióhoz tartozott, míg Nassach, Erlsdorf és Königsberg exklávék 1831-ben a bajor vámrendszerhez és a Bajor–Württembergi Vámunióhoz csatoltattak. A megmaradt területek 1833-ban csatlakoztak a türingiai államok egységes vámrendszeréhez és kereskedelmi szövetségéhez, melynek révén egy évvel később bekerültek az akkor megalakuló Német Vámunióba.

## Közlekedés
Az 1850-es években Coburg és Gotha fővárosként kisebb úthálózatok közlekedési csomópontjai voltak. A két országrész között országút biztosította a közlekedést. Gotha más szász városokkal, úgymint Erfurttal, Weimarral és Meiningennel is országúti összeköttetésben állt. 1900-ban az országban az országutak hossza 175 kilométer volt. Hajózásra alkalmas folyó híján vízi közlekedés nem volt az országban.
A vasúti közlekedés kiépítése 1840-ben kezdődött meg, amikor a szász uralkodódinasztia Ernő-ága által uralt három hercegség, Szász–Coburg–Gotha, Szász–Meiningen és Szász–Weimar–Eisenach aláírtak egy megállapodást, melynek értelmében közös vasúti hálózatot építenek ki területeiken. Az egy évvel később a hesseni és a porosz állammal kötött egyezmény biztosította a terület bekapcsolását a születőben lévő német vasúthálózatba a „türingiai vasúton” keresztül. Gotha városa 1847-ben, Coburg városa 1858-ban vált vonattal is megközelíthetővé, amikor kiépítették odáig a sínpályákat. 1885-ben a vasúthálózat hossza 159 kilométer volt.

## Kultúra

### Művészetek és látnivalók

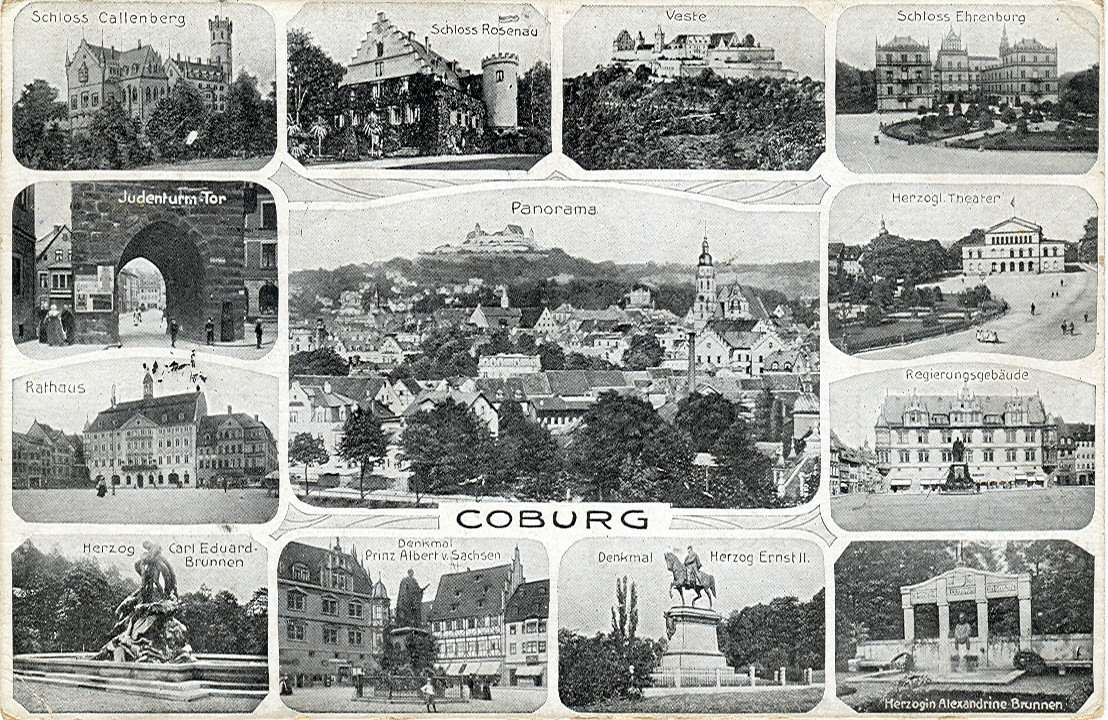
Coburg látnivalói

1838–1860 között Coburg városában felújították a régi erődítményt, amelyben helyet kapott a történelmi fegyvertár, a Luther-szoba, valamint a rézmetszet-, üveg- és érmegyűjtemény kiállítóterme is.
A gothai hercegség művészeti központja a fővárosban volt: a három szász hercegi család gyűjteménye a Friedenstein-kastélyban és a városi múzeumban volt kiállítva, illetve itt épült meg a csillagvizsgáló is. A kastélyparkban emelt, reneszánsz stílusú Neue Museum nyitott volt a nagyközönség számára; itt a természettel, a művészetekkel, régiségekkel és kínai porcelánokkal foglalkozó kiállításokat tekinthettek meg a látogatók. Justus Perthes híres, kiterjedt térképészeti műhelye szintén a városban volt fellelhető.
Az 1827-es alapítású hercegi udvari színház a hercegi családdal együtt költözködött a két főváros között. 1840-ben mindkét fővárosban önálló, új épületet kapott a hercegi színtársulat; a gothai sajnos megsemmisült a második világháborúban, a coburgi azonban ma is színházként funkcionál.

### Oktatási rendszer
Szász–Coburg–Gotha hercegségében az oktatás jól szervezett és minőségi volt. 1880-ban a coburgi hercegségben az alsófokú oktatásról 80 polgári és vidéki iskola gondoskodott. Ezek mellett működött egy gimnázium, a Casimirianum és ennek egy algimnáziuma (Progymnasium), egy szakiskola, egy tanárképző, egy intézmény a süketnémák számára és egy építőipari szakiskola. Telente, mikor nem kellett a földeken dolgozni, minden évben indult mezőgazdasági képzés is. Neustadt bei Coburg településén ipari és kereskedelmi iskolát alapítottak. A mindenki számára nyitott hercegi könyvtár és a 124 000 lapot számláló rézmetszet-gyűjtemény Coburgban kapott helyet.
1880-ban a gothai országrészben 176 általános iskola, 5 ipari és szakképző iskola, tanárképző, magasabb polgári iskola külön fiúk és leányok számára, gimnázium, bábaképző szakiskola és kereskedelmi iskola működött, az utóbbiak mind Gotha városában; emellett még egy algimnázium és szakközépiskola Ohrdruf városban. Waltershausen egyik kerületében, Schnepfentalban magániskolában tanulhattak a fiúk. Gothában a fiúk számára kötelező volt az általános iskola elvégzése után három évig továbbtanulni.
Mindkét országrész lakosainak az egyetemi képzés lehetőségét a Szász–Weimar–Eisenach területén lévő, azonban Gotha által is finanszírozott jénai egyetem biztosította.

## Fordítás
- Ez a szócikk részben vagy egészben  a   Sachsen-Coburg und Gotha (Herzogtum) című német Wikipédia-szócikk ezen változatának fordításán alapul.  Az eredeti cikk szerkesztőit annak laptörténete sorolja fel. Ez a jelzés csupán a megfogalmazás eredetét és a szerzői jogokat jelzi, nem szolgál a cikkben szereplő információk forrásmegjelöléseként.
- Ez a szócikk részben vagy egészben  a   Saxe-Coburg and Gotha című angol Wikipédia-szócikk ezen változatának fordításán alapul.  Az eredeti cikk szerkesztőit annak laptörténete sorolja fel. Ez a jelzés csupán a megfogalmazás eredetét és a szerzői jogokat jelzi, nem szolgál a cikkben szereplő információk forrásmegjelöléseként.